# Mistrzostwa świata IBSF U-21 w snookerze
Mistrzostwa Świata IBSF U-21 ( IBSF World Under-21 Championship lub IBSF World Junior Championship ) – turniej snookera dla amatorów rozgrywany od 1987 roku.
Organizatorem jest Międzynarodowa Federacja Bilarda i Snookera. W przeciwieństwie do Mistrzostw świata w snookerze IBSF, w turnieju mogą brać udział tylko zawodnicy poniżej 21. roku życia.

## Turniej mężczyzn

### Historia
Do 2017 roku zwycięstwo w Mistrzostwach Świata U21, podobnie jak w Mistrzostwach Świata IBSF w Snookerze, było jedną z kilku możliwości zakwalifikowania się do zawodowej serii World Snooker Tour.
Mistrzowie świata do lat 21 Ken Doherty, Peter Ebdon, Ronnie O'Sullivan i Neil Robertson później zostali również zawodowymi mistrzami świata.

### Mistrzowie świata
| Rok  | Miejsce                                | Zwycięzca                         | Wynik                             | Finalista                         | Półfinaliści                      | Przypisy                          |
| ---- | -------------------------------------- | --------------------------------- | --------------------------------- | --------------------------------- | --------------------------------- | --------------------------------- |
| 1987 | Anglia, Hastings                       | Jonathan Birch                    | 4—1                               | Stefan Mazrocis                   | Paul Cavney                       | [ 1 ]                             |
| 1987 | Anglia, Hastings                       | Jonathan Birch                    | 4—1                               | Stefan Mazrocis                   | Darren Morgan                     | [ 1 ]                             |
| 1998 | Tajlandia, Bangkok                     | Brian Morgan                      | 6—1                               | Jason Peplow                      | Paul Cavney                       | [ 2 ]                             |
| 1998 | Tajlandia, Bangkok                     | Brian Morgan                      | 6—1                               | Jason Peplow                      | Noppadon Noppachorn               | [ 2 ]                             |
| 1989 | Islandia, Reykjavík                    | Ken Doherty                       | 11—5                              | Jason Ferguson                    | Troy Shaw                         | [ 3 ]                             |
| 1989 | Islandia, Reykjavík                    | Ken Doherty                       | 11—5                              | Jason Ferguson                    | Peter Ebdon                       | [ 3 ]                             |
| 1990 | Australia, Brisbane                    | Peter Ebdon                       | 11—9                              | Oliver King                       | Amrik Cheema                      | [ 4 ]                             |
| 1990 | Australia, Brisbane                    | Peter Ebdon                       | 11—9                              | Oliver King                       | Lee Grant                         | [ 4 ]                             |
| 1991 | Indie, Bengaluru                       | Ronnie O’Sullivan                 | 11—4                              | Patrick Delsemme                  | Ray van den Nouwland              | [ 5 ]                             |
| 1991 | Indie, Bengaluru                       | Ronnie O’Sullivan                 | 11—4                              | Patrick Delsemme                  | Sonic Multani                     | [ 5 ]                             |
| 1992 | Brunei, Brunei                         | Robin Hull                        | 11—7                              | Patrick Delsemme                  | Indika Dodangoda                  | [ 6 ]                             |
| 1992 | Brunei, Brunei                         | Robin Hull                        | 11—7                              | Patrick Delsemme                  | Stuart Lawler                     | [ 6 ]                             |
| 1993 | Islandia Reykjavík                     | Kristján Helgason                 | 11—7                              | Indika Dodangoda                  | Jóhannes B. Jóhannesson           | [ 7 ]                             |
| 1993 | Islandia Reykjavík                     | Kristján Helgason                 | 11—7                              | Indika Dodangoda                  | Johan van Goetham                 | [ 7 ]                             |
| 1994 | Finlandia, Helsinki                    | Quinten Hann                      | 11—10                             | David Gray                        | Jonathan Nelson                   | [ 8 ]                             |
| 1994 | Finlandia, Helsinki                    | Quinten Hann                      | 11—10                             | David Gray                        | Jóhannes B. Jóhannesson           | [ 8 ]                             |
| 1995 | Singapur, Singapur                     | Alan Burnett                      | 11—6                              | Suchakree Poomjang                | Marlon Manalo                     | [ 9 ]                             |
| 1995 | Singapur, Singapur                     | Alan Burnett                      | 11—6                              | Suchakree Poomjang                | Johl Younger                      | [ 9 ]                             |
| 1996 | Południowa Afryka, Johannesburg        | Chan Kwok Ming                    | 11—6                              | Risto Väyrynen                    | Atthasit Mahitthi                 | [ 10 ]                            |
| 1996 | Południowa Afryka, Johannesburg        | Chan Kwok Ming                    | 11—6                              | Risto Väyrynen                    | Stephen Maguire                   | [ 10 ]                            |
| 1997 | Irlandia, Carlow                       | Marco Fu                          | 11—7                              | Bjorn Haneveer                    | Andrew Norman                     | [ 11 ]                            |
| 1997 | Irlandia, Carlow                       | Marco Fu                          | 11—7                              | Bjorn Haneveer                    | Robert Murphy                     | [ 11 ]                            |
| 1998 | Malta, Rabat                           | Luke Simmonds                     | 11—2                              | Robert Murphy                     | Johl Younger                      | [ 12 ]                            |
| 1998 | Malta, Rabat                           | Luke Simmonds                     | 11—2                              | Robert Murphy                     | Roy Stolk                         | [ 12 ]                            |
| 1999 | Egipt, Kair                            | Rodney Goggins                    | 11—4                              | Rolf de Jong                      | Manan Chandra                     | [ 13 ]                            |
| 1999 | Egipt, Kair                            | Rodney Goggins                    | 11—4                              | Rolf de Jong                      | Thomas Dowling                    | [ 13 ]                            |
| 2000 | Indie, Bengaluru                       | Luke Fisher                       | 11—5                              | Steven Bennie                     | Ben Farnworth                     | [ 14 ]                            |
| 2000 | Indie, Bengaluru                       | Luke Fisher                       | 11—5                              | Steven Bennie                     | Rory McCarroll                    | [ 14 ]                            |
| 2001 | Szkocja, Stirling                      | Ricky Walden                      | 11—5                              | Sean O’Neill                      | Steven Bennie                     | [ 15 ]                            |
| 2001 | Szkocja, Stirling                      | Ricky Walden                      | 11—5                              | Sean O’Neill                      | Luke Fisher                       | [ 15 ]                            |
| 2002 | Łotwa, Ryga                            | Ding Junhui                       | 11—9                              | David John                        | Steven Bennie                     | [ 16 ]                            |
| 2002 | Łotwa, Ryga                            | Ding Junhui                       | 11—9                              | David John                        | Pankaj Advani                     | [ 16 ]                            |
| 2003 | Nowa Zelandia, Taupō                   | Neil Robertson                    | 11—5                              | Liu Song                          | Ding Junhui                       | [ 17 ]                            |
| 2003 | Nowa Zelandia, Taupō                   | Neil Robertson                    | 11—5                              | Liu Song                          | Mark Allen                        | [ 17 ]                            |
| 2004 | Irlandia, Carlow                       | Gary Wilson                       | 11—5                              | Kobkit Palajin                    | Liang Wenbo                       | [ 18 ]                            |
| 2004 | Irlandia, Carlow                       | Gary Wilson                       | 11—5                              | Kobkit Palajin                    | Judd Trump                        | [ 18 ]                            |
| 2005 | Bahrajn, Manama                        | Liang Wenbo                       | 11—9                              | Tian Pengfei                      | Li Hang                           | [ 19 ]                            |
| 2005 | Bahrajn, Manama                        | Liang Wenbo                       | 11—9                              | Tian Pengfei                      | Robert Stephen                    | [ 19 ]                            |
| 2006 | nie rozegrano                          | nie rozegrano                     | nie rozegrano                     | nie rozegrano                     | nie rozegrano                     | nie rozegrano                     |
| 2007 | Indie, Goa                             | Michael Georgiou                  | 11—6                              | Zhang Anda                        | Vincent Muldoon                   | [ 20 ]                            |
| 2007 | Indie, Goa                             | Michael Georgiou                  | 11—6                              | Zhang Anda                        | Daniel Wells                      | [ 20 ]                            |
| 2008 | nie rozegrano                          | nie rozegrano                     | nie rozegrano                     | nie rozegrano                     | nie rozegrano                     | nie rozegrano                     |
| 2009 | Iran, Kisz                             | Noppon Saengkham                  | 9—8                               | Soheil Vahedi                     | Liu Chuang                        | [ 21 ]                            |
| 2009 | Iran, Kisz                             | Noppon Saengkham                  | 9—8                               | Soheil Vahedi                     | Li Yan                            | [ 21 ]                            |
| 2010 | Irlandia, Letterkenny                  | Sam Craigie                       | 9—8                               | Li Hang                           | Stephen Craigie                   | [ 22 ] [ 23 ]                     |
| 2010 | Irlandia, Letterkenny                  | Sam Craigie                       | 9—8                               | Li Hang                           | Vincent Muldoon                   | [ 22 ] [ 23 ]                     |
| 2011 | Kanada, Montreal                       | Thanawat Thirapongpaiboon         | 9—3                               | Noppon Saengkham                  | Nick Jennings                     | [ 24 ]                            |
| 2011 | Kanada, Montreal                       | Thanawat Thirapongpaiboon         | 9—3                               | Noppon Saengkham                  | Li Hang                           | [ 24 ]                            |
| 2012 | Chiny, Wuxi                            | Lü Haotian                        | 9—6                               | Zhu Yinghui                       | Zhou Yuelong                      | [ 25 ]                            |
| 2012 | Chiny, Wuxi                            | Lü Haotian                        | 9—6                               | Zhu Yinghui                       | Hammad Miah                       | [ 25 ]                            |
| 2013 | Chiny, Pekin                           | Lu Ning                           | 9—4                               | Zhou Yuelong                      | Yuan Sijun                        | [ 26 ] [ 27 ]                     |
| 2013 | Chiny, Pekin                           | Lu Ning                           | 9—4                               | Zhou Yuelong                      | Oliver Lines                      | [ 26 ] [ 27 ]                     |
| 2014 | Zjednoczone Emiraty Arabskie, Fudżajra | Hossein Vafaei                    | 8—3                               | Josh Boileau                      | Mateusz Baranowski                | [ 28 ] [ 29 ]                     |
| 2014 | Zjednoczone Emiraty Arabskie, Fudżajra | Hossein Vafaei                    | 8—3                               | Josh Boileau                      | Zhao Xintong                      | [ 28 ] [ 29 ]                     |
| 2015 | Rumunia, Bukareszt                     | Boonyarit Keattikun               | 8—7                               | Jamie Rhys Clarke                 | Wang Yuchen                       | [ 30 ] [ 31 ]                     |
| 2015 | Rumunia, Bukareszt                     | Boonyarit Keattikun               | 8—7                               | Jamie Rhys Clarke                 | Josh Boileau                      | [ 30 ] [ 31 ]                     |
| 2016 | Belgia, Mol                            | Xu Si                             | 6—5                               | Alexander Ursenbacher             | Lukas Kleckers                    | [ 32 ] [ 33 ]                     |
| 2016 | Belgia, Mol                            | Xu Si                             | 6—5                               | Alexander Ursenbacher             | Cheung Ka Wai                     | [ 32 ] [ 33 ]                     |
| 2017 | Chiny, Pekin                           | Fan Zhengyi                       | 7—6                               | Luo Honghao                       | Zhang Jiankang                    | [ 34 ] [ 35 ]                     |
| 2017 | Chiny, Pekin                           | Fan Zhengyi                       | 7—6                               | Luo Honghao                       | Tyler Rees                        | [ 34 ] [ 35 ]                     |
| 2018 | Chiny, Jinan                           | Wu Yize                           | 6—4                               | Pongsakron Chongjairak            | Zhao Jianbo                       | [ 36 ] [ 37 ]                     |
| 2018 | Chiny, Jinan                           | Wu Yize                           | 6—4                               | Pongsakron Chongjairak            | Chang Bingyu                      | [ 36 ] [ 37 ]                     |
| 2019 | Chiny, Qingdao                         | Zhao Jianbo                       | 6—1                               | Pang Junxu                        | Liu Hongyu                        | [ 38 ] [ 39 ]                     |
| 2019 | Chiny, Qingdao                         | Zhao Jianbo                       | 6—1                               | Pang Junxu                        | Jiang Jun                         | [ 38 ] [ 39 ]                     |
| 2020 | nie rozegrano (Pandemia COVID-19)      | nie rozegrano (Pandemia COVID-19) | nie rozegrano (Pandemia COVID-19) | nie rozegrano (Pandemia COVID-19) | nie rozegrano (Pandemia COVID-19) | nie rozegrano (Pandemia COVID-19) |
| 2021 | Katar, Doha                            | Florian Nüßle                     | 6—5                               | Taweesap Kongkitchertchoo         | Mohamed Thaha Irshath             | [ 40 ]                            |
| 2021 | Katar, Doha                            | Florian Nüßle                     | 6—5                               | Taweesap Kongkitchertchoo         | Alexander Widau                   | [ 40 ]                            |
| 2022 | Rumunia, Bukareszt                     | Liam Davies                       | 5—1                               | Antoni Kowalski                   | Florian Nüßle                     | [ 41 ] [ 42 ]                     |
| 2022 | Rumunia, Bukareszt                     | Liam Davies                       | 5—1                               | Antoni Kowalski                   | Bulcsú Révész                     | [ 41 ] [ 42 ]                     |
| 2023 | Arabia Saudyjska, Rijad                | Liam Davies                       | 5—2                               | Alexander Widau                   | Lan Yuhao                         | [ 43 ] [ 44 ]                     |
| 2023 | Arabia Saudyjska, Rijad                | Liam Davies                       | 5—2                               | Alexander Widau                   | Muhammad Hamza Ilyas              | [ 43 ] [ 44 ]                     |
| 2024 | Indie, Bengaluru                       | Michał Szubarczyk                 | 5—1                               | Alexander Widau                   | Tirdad Azadipour                  | [ 45 ] [ 46 ]                     |
| 2024 | Indie, Bengaluru                       | Michał Szubarczyk                 | 5—1                               | Alexander Widau                   | Lomnaw Issarangkun                | [ 45 ] [ 46 ]                     |
| 2025 | Bahrajn, Manama                        | Sebastian Milewski                | 5—0                               | Pan Yiming                        | Ahsan Ramzan                      | [ 47 ] [ 48 ]                     |
| 2025 | Bahrajn, Manama                        | Sebastian Milewski                | 5—0                               | Pan Yiming                        | Hu Jiayun                         | [ 47 ] [ 48 ]                     |

## Turniej kobiet

### Historia
Mistrzostwa świata U-21 kobiet po raz pierwszy odbyły się w 2007. Kolejny turniej odbył się dopiero w 2013 roku, ale od 2014 roku odbywa się corocznie, równolegle z turniejem mężczyzn. Rekordzistką jest Tajka Nutcharut Wongharuthai, która w latach 2015-2019 zawsze docierała do finału i trzykrotnie zdobyła tytuł mistrzyni świata.

### Mistrzynie świata
| Rok       | Miejsce                                | Zwycięzczyni                      | Wynik                             | Finalistka                        | Półfinalistki                     | Przypisy                          |
| --------- | -------------------------------------- | --------------------------------- | --------------------------------- | --------------------------------- | --------------------------------- | --------------------------------- |
| 2007      | Indie, Goa                             | Bi Zhuqing                        | 4—2                               | Ng On Yee                         | Arantxa Sanchis                   | [ 49 ]                            |
| 2007      | Indie, Goa                             | Bi Zhuqing                        | 4—2                               | Ng On Yee                         | Ramona Belmont                    | [ 49 ]                            |
| 2008–2013 | nie rozegrano                          | nie rozegrano                     | nie rozegrano                     | nie rozegrano                     | nie rozegrano                     | nie rozegrano                     |
| 2014      | Zjednoczone Emiraty Arabskie, Fudżajra | Jessica Woods                     | 4—3                               | Waratthanun Sukritthanes          | Daria Sirotina                    | [ 50 ] [ 51 ]                     |
| 2014      | Zjednoczone Emiraty Arabskie, Fudżajra | Jessica Woods                     | 4—3                               | Waratthanun Sukritthanes          | Siripaporn Nuanthakhamjan         | [ 50 ] [ 51 ]                     |
| 2015      | Rumunia, Bukareszt                     | Siripaporn Nuanthakhamjan         | 5—2                               | Nutcharut Wongharuthai            | Varshaa Sanjeev Kumar             | [ 52 ] [ 53 ]                     |
| 2015      | Rumunia, Bukareszt                     | Siripaporn Nuanthakhamjan         | 5—2                               | Nutcharut Wongharuthai            | Nikoleta Nikolova                 | [ 52 ] [ 53 ]                     |
| 2016      | Belgia, Mol                            | Nutcharut Wongharuthai            | 5—4                               | Siripaporn Nuanthakhamjan         | Kamila Khodjaeva                  | [ 54 ] [ 55 ]                     |
| 2016      | Belgia, Mol                            | Nutcharut Wongharuthai            | 5—4                               | Siripaporn Nuanthakhamjan         | Varshaa Sanjeev Kumar             | [ 54 ] [ 55 ]                     |
| 2017      | Chiny, Pekin                           | Nutcharut Wongharuthai            | 5—3                               | Xia Yuying                        | Siripaporn Nuanthakhamjan         | [ 56 ] [ 57 ]                     |
| 2017      | Chiny, Pekin                           | Nutcharut Wongharuthai            | 5—3                               | Xia Yuying                        | Bai Yulu                          | [ 56 ] [ 57 ]                     |
| 2018      | Chiny, Jinan                           | Nutcharut Wongharuthai            | 4—2                               | Bai Yulu                          | Xia Yuying                        | [ 58 ] [ 59 ]                     |
| 2018      | Chiny, Jinan                           | Nutcharut Wongharuthai            | 4—2                               | Bai Yulu                          | Thitaporn Nakkaew                 | [ 58 ] [ 59 ]                     |
| 2019      | Chiny, Qingdao                         | Bai Yulu                          | 4—0                               | Nutcharut Wongharuthai            | Siripaporn Nuanthakhamjan         | [ 60 ] [ 61 ]                     |
| 2019      | Chiny, Qingdao                         | Bai Yulu                          | 4—0                               | Nutcharut Wongharuthai            | Ploychompoo Laokiatphong          | [ 60 ] [ 61 ]                     |
| 2020      | nie rozegrano (Pandemia COVID-19)      | nie rozegrano (Pandemia COVID-19) | nie rozegrano (Pandemia COVID-19) | nie rozegrano (Pandemia COVID-19) | nie rozegrano (Pandemia COVID-19) | nie rozegrano (Pandemia COVID-19) |
| 2021      | nie rozegrano (Pandemia COVID-19)      | nie rozegrano (Pandemia COVID-19) | nie rozegrano (Pandemia COVID-19) | nie rozegrano (Pandemia COVID-19) | nie rozegrano (Pandemia COVID-19) | nie rozegrano (Pandemia COVID-19) |
| 2022      | Rumunia, Bukareszt                     | Panchaya Channoi                  | 4—1                               | Anupama Ramachandran              | Keerthana Pandian                 | [ 62 ] [ 63 ]                     |
| 2022      | Rumunia, Bukareszt                     | Panchaya Channoi                  | 4—1                               | Anupama Ramachandran              | Ploychompoo Laokiatphong          | [ 62 ] [ 63 ]                     |
| 2023      | Arabia Saudyjska, Rijad                | Keerthana Pandian                 | 3—2                               | Anupama Ramachandran              | Natasha Chethan                   | [ 64 ] [ 65 ]                     |
| 2023      | Arabia Saudyjska, Rijad                | Keerthana Pandian                 | 3—2                               | Anupama Ramachandran              | Chan Wai Lam                      | [ 64 ] [ 65 ]                     |
| 2024      | Indie, Bengaluru                       | Natasha Chethan                   | 3—2                               | Narucha Phoemphul                 | Chan Wai Lam                      | [ 66 ] [ 67 ]                     |
| 2024      | Indie, Bengaluru                       | Natasha Chethan                   | 3—2                               | Narucha Phoemphul                 | Mohitha RT                        | [ 66 ] [ 67 ]                     |